# Майолас
Майола́с (фр. Mailholas, окс. Malholàs) — коммуна во Франции, находится в регионе Юг — Пиренеи. Департамент — Верхняя Гаронна. Входит в состав кантона Рьё-Вольвестр. Округ коммуны — Мюре.
Код INSEE коммуны — 31312.

## География
Коммуна расположена приблизительно в 630 км к югу от Парижа, в 45 км к югу от Тулузы.
По территории коммуны протекает река Камедон.

## Климат
Климат умеренно-океанический. Зима мягкая и снежная, весна характеризуется сильными дождями и грозами, лето сухое и жаркое, осень солнечная. Преобладают сильные юго-восточные и северо-западные ветры.

## Население
Население коммуны на 2010 год составляло 40 человек.
| 1962 | 1968 | 1975 | 1982 | 1990 | 1999 | 2010 |
| ---- | ---- | ---- | ---- | ---- | ---- | ---- |
| 53   | 51   | 37   | 39   | 28   | 39   | 40   |

## Экономика
В 2010 году среди 26 человек трудоспособного возраста (15—64 лет) 23 были экономически активными, 3 — неактивными (показатель активности — 88,5 %, в 1999 году было 60,9 %). Из 23 активных жителей работали 21 человек (11 мужчин и 10 женщин), безработных было 2 (1 мужчина и 1 женщина). Среди 3 неактивных 2 человека были учениками или студентами, 1 — пенсионером, 0 были неактивными по другим причинам.